# FR–1
FR–1 (France–1) francia ionoszféra-kutató műhold.

## Küldetés
Fő cél volt a világűrben jelen lévő rádióhullámok mérése, forrásuk meghatározása.

## Jellemzői
Gyártotta a Société Nationale Industrielle Aérospatiale, üzemeltette a Francia Űrügynökség (CNES).
Megnevezései: FR–1; Franciaország (FR–1); COSPAR: 1965-101A; Kódszáma: 1814.
1965. december 6-án a Vandenberg légitámaszpontról a LC–5 (LC–Launch Complex) jelű indítóállásból egy Scout X4 hordozórakéta juttatta alacsony Föld körüli pályára. Az orbitális egység pályája 98,8 perces, 75,87 fokos hajlásszögű, elliptikus pálya perigeuma 753 kilométer, az apogeuma 749 kilométer volt.
Tömege 60 kilogramm.
Berendezései 
- nagyon alacsony frekvenciájú (VLF) rádióhullámok terjedésének mérése,
- a magnetoszférában előforduló plazma hullámok mérése,
- a Föld mágneses térben előforduló alacsony frekvenciájú elektronok energiájának és sűrűségének mérése,

1966-ban beszüntette működését.

## Külső hivatkozások
- Pollux. astronautix.com. (Hozzáférés: 2014. február 8.)